# Фраерман, Рувим Исаевич
Руви́м Иса́евич Фраерма́н (10 (22) сентября 1891, Могилёв — 27 марта 1972, Москва) — советский детский писатель и журналист. Участник Гражданской и Великой Отечественной войн, военный корреспондент на Западном фронте.

## Биография
Родился 10 (22) сентября 1891 года в Могилёве (Белоруссия) в бедной еврейской семье. В 1915 году окончил Могилёвское реальное училище. Учился в Харьковском технологическом институте (с 1916), подрабатывал счетоводом в Бакинской городской управе, после третьего курса направлен на производственную практику на железную дорогу на Дальнем Востоке. Работал помощником кочегара, а с началом Гражданской войны рыбаком, чертёжником, учителем, в газете «Красный клич».

### Гражданская война
Участвовал в Гражданской войне на Дальнем Востоке (в партизанском отряде Якова Тряпицына). Участник Николаевского инцидента. В мае 1920 назначен комиссаром партизанского отряда, направленного, чтобы установить советскую власть среди тунгусов. Поход закончился в Якутске, где Фраерман был назначен редактором газеты «Ленский коммунар».

### Журналистика
Весной 1921 избран делегатом на Первый сибирский съезд работников печати в Ново-Николаевске. Там Фраерман познакомился с Емельяном Ярославским, который пригласил его в свою газету «Советская Сибирь» секретарём редакции. В газете было напечатано первое стихотворение Фраермана, «Осенние воспоминания (Белоруссия)» (Советская Сибирь. 1921. № 220 (580), 11 октября. С. 3). В декабре 1921 Ярославский и Фраерман были делегированы на Первый всероссийский съезд работников печати в Москве. Уже во время съезда Ярославский, получивший высокий пост в ЦК РКП(б), познакомил Фраермана с директором РОСТА Яковом Долецким, и в результате Фраерман стал корреспондентом РОСТА сначала в Тифлисе, затем в Батуми, а в 1923 отозван в Москву, где работал в статистической части и в редакции провинциальной информации РОСТА. В 1926 полгода тяжело болел, а по выздоровлении стал работать в газете «Беднота».
Член СП СССР с 1934 года.

### Боецписательской роты
Участник Великой Отечественной войны: боец 22-го полка 8-й Краснопресненской дивизии народного ополчения, военный корреспондент на Западном фронте. В январе 1942 года был тяжело ранен в бою, в мае демобилизован.
Был дружен с К. Г. Паустовским (неоднократно упоминается в его рассказах) и А. П. Гайдаром.
Р. И. Фраерман умер 27 марта 1972 года. Похоронен в Москве на Пятницком кладбище (2 уч.).

## Творчество
Автор повестей, преимущественно для детей: «Огнёвка» (1924), «Буран» (1926), «Васька-гиляк» (1929, в ней частично описаны «николаевские события»), «Вторая весна» (1932), «Никичен» (1933), «Шпион» (1937), и романа «Золотой Василёк» (1963).
Наиболее известное произведение — «Дикая собака динго, или Повесть о первой любви» (1939). «У Таниного отца уже давно есть новая семья, и вся его любовь досталась приёмному сыну Коле. Девочка глубоко страдает, она, как ей кажется, ненавидит отца. За пеленой обиды Таня не замечает, как сердце её заполняет новое, неизведанное, но такое сильное и пронзительное чувство — первая любовь». В романе описан Николаевск-на-Амуре, такой, каким писатель его запомнил, до гибели города от рук «тряпицынцев» в 1920 году, хотя внешне действие перенесено в советское время.
По повести поставлены художественный фильм (1962) и радиоспектакль (1971). В радиоспектакле приняли участие И. С. Саввина, О. П. Табаков, О. Н. Ефремов, Г. Сайфулин, Е. Н. Козырева, Е. Коровина, Г. Новожилова, А. Ильина, А. А. Консовский и другие, режиссёр (радио) — Лия Веледницкая, песню Н. Н. Матвеевой «Синее море» исполнила Е. А. Камбурова.
Пейзажи в произведениях Фраермана лаконичны и полны смысла. Образы героев отличаются национальной, социальной и индивидуальной определённостью. Обусловило твердость идейно-нравственного содержания всего литературного наследия писателя стремление следовать первичным понятиям о добре и зле.

### Сочинения
- «Буран». М.: «Федерация», 1929
- «День в тракторном отряде» // Журнал «Красная нива», М., 1931, № 19
- «22 на 36. Письма о МТС». М.-Л.. ОГИЗ-ГИХЛ, 1931
- «Васька-гиляк». М.-Л., ОГИЗ-ГИХЛ, 1932
- «Вторая весна», М., ОГИЗ Молодая гвардия, 1933
- «Никичен», М., ОГИЗ Молодая гвардия, 1933, Детиздат, 1934, 1935, 1936
- «Афанасий Олешек. Охотская повесть» // Журнал «Сибирские огни», Новосибирск, 1933, № 3-4
- «Соболя» (рассказы), М.-Л., Детиздат, 1935
- «Шпион», М.-Л., Детиздат, 1937, 1938
- «На пяти шлюпках» (рассказ) // Газета «Пионерская правда», 20 июня 1938 г., № 83
- «Необыкновенные желания» // Журнал «Юный натуралист», М., 1938, № 6 (июнь)
- «Рамзэ» (рассказ) // в кн.: «Комсомольское племя. Сборник рассказов и очерков. 20 лет ВЛКСМ», М.-Л., Детиздат ЦК ВЛКСМ, 1938
- «Смерть Юн Фа-Фу» (рассказ) // Журнал «Красная новь», М., 1938, № 8 (август)
- «Смерть Юн Фа-Фу» // в кн.: «Китай. Рассказы», М.-Л., Детиздат ЦК ВЛКСМ, 1938
- «Повести о Дальнем Востоке», М., Советский писатель, 1938
- «На краю города» (рассказ) // Журнал Огонёк, М., 1939, № 10
- «Дикая собака динго, или Повесть о первой любви» // Журнал «Красная новь», М., 1939, № 7 (июль)
  - экранизация — «Дикая собака динго» (художественный фильм), 1962
- «Дикая собака Динго», М.-Л., Детиздат, 1939, 1940
- «Дикая собака Динго», М., Советский писатель, 1939
- «Рассказы» // Библиотека Огонёк № 53, М., Правда, 1939 (48 стр.)
- «Рассказы», М., Детиздат, 1939 (248 стр.)
- «Рассказы» // Библиотека Огонёк № 18, М., Правда, 1941
- «Подвиг в майскую ночь», М.-Л., Детгиз, 1944
- «Дальнее плавание», М.-Л., Детгиз, 1946 (Новинки детской литературы, № 8-9), 72 стр.
- «Жизнь и необыкновенные приключения капитан-лейтенанта Головнина, путешественника и мореходца (в двух книгах). Книга I.», М., Воениздат МВС СССР, 1946 (совместно с П. Д. Зайкиным)
- «Ласточки», М.-Л., Детгиз, 1947 (совместно с П. Д. Зайкиным)
- «Степанка и Резвый. Старый маяк» (рассказы), М.-Л., Детгиз, 1947 (совместно с П. Д. Зайкиным)
- «Плавания В. М. Головнина (Русские путешественники)», М., Географгиз, 1948 (совместно с П. Д. Зайкиным)
- «Жизнь и необыкновенные приключения капитан-лейтенанта Головнина, путешественника и мореходца. Часть II.», М., Воениздат, 1948 (совместно с П. Д. Зайкиным)
- «Повести и рассказы (Избранное)», М.-Л., Детгиз, 1949
- «Повести и рассказы», М., Советский писатель, 1949
- «Жизнь и творчество А. П. Гайдара», под ред. Р. Фраермана, М.-Л., Детгиз, 1951, 1954
- «Желанный цветок (по мотивам китайских народных сказок)», М.-Л., Детгиз, 1953
- «Подвиг в майскую ночь», Сталинабад, 1954
- «Подвиг в майскую ночь» // в кн.: «Солдаты родины (рассказы)», М., Детгиз, 1954
- «Непоседа», М., 1956
- «Золотой Василёк», М., Детгиз, 1963
- «Наш Гайдар» // «Жизнь и творчество А. П. Гайдара», под ред. Р. Фраермана, 1964
- «Любимый писатель детей», М., Московский рабочий, 1964
- «Готовы ли вы к жизни?», М., Политиздат, 1965
- «Испытание души», М., Политиздат, 1966. — 87 с. (Время и люди)